# Philippe Lamarque
Pour les articles homonymes, voir Lamarque.
Pierre dit Philippe Lamarque, né le 27 février 1843 à Toulouse et mort le 30 décembre 1894 dans le 14e arrondissement de Paris, est un chansonnier, acteur et auteur dramatique français.

## Carrière dans la chanson
- 1869 : Faites c' que j'vous dis !, conseils, musique d'Étienne Singla
- 1869 : J'n'y vois pas d'empêch'ment, historiette
- 1870 : Y n's'rait plus Temps, naïveté, musique d'Étienne Singla
- 1874 : Amour ! Espoir ! Fidélité !, romance, avec Abel Vouret, musique de Georges Rose[3]
- 1878 : C'est un frère !, chansonnette comique, avec Laroche, musique d'Émile Duhem[4]
- 1880 : Sur l'arbrisseau, romance, musique de Félix Besson
- 1883 : J'en f'rai faire une exprès, fanfaronade villageoise, musique d'Alfred Patusset
- 1883 : Affaires de cabinets, chansonnette, musique de Romain
- 1884 : Cequi m'a fait plaisir, chansonnette, musique d'Alfred Patusset
- 1893 : Mam'zelle Estelle, scie, musique de Romain

## Carrière au théâtre
- 1876 : Les Amis de Gustave, comédie-vaudeville en un acte, au théâtre Montparnasse (décembre)
- 1879 : Tout à la joie, revue en un acte, avec Henri Boucherat, aux Folies-Rambuteau (11 décembre)
- 1883 : La Grenouille et l'Éteignoir, légende, avec Henri Boucherat
- 1884 : Les Vautours de la vertu, opérette en un acte, avec Henri Boucherat et Louis Goudesone, aux Folies-Rambuteau (24 mars)
- 1884 : La Bosse de la fortune, vaudeville en un acte, aux Folies-Rambuteau (1er septembre)
- 1884 : Manifestons !, revue de fin d'année en 1 acte et 3 parties, avec Henri Boucherat, aux Folies-Rambuteau (21 novembre)[5]
- 1884 : Mon ami Pierrot, revue de l'année, avec Henri Boucherat, musique de Gustave Michiels, à l'Alcazar d'hiver (15 décembre)[6]
- 1887 : C'est toujours la faute au gouvernement, revue en 4 actes et 11 tableaux, avec Stéphen Lemonnier, au théâtre de Grenelle (janvier)[7]
- 1888 : La Tour, autour et alentour, revue de fin d'année, avec Henri Boucherat, au théâtre Beaumarchais (1er décembre)
- 1898 : Pour qui votait-on ?, revue en 2 actes et 6 tableaux, avec Henri Fursy, à La Cigale (14 juillet)